# Hôtel de Vauluisant
Pour les articles homonymes, voir Vauluisant.
L'hôtel de Vauluisant est un édifice de Provins, en France.

## Localisation
L'édifice est situé à Provins en Seine-et-Marne, en France. Il est situé au 6-8 rue des Capucins, dans la ville basse.

## Description

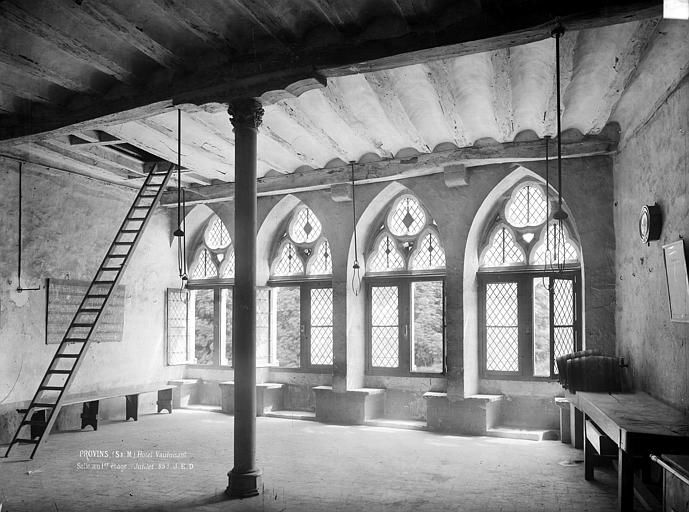
La salle du premier étage.

## Historique
L'édifice date du XIIIe siècle. Il est à l'origine la propriété de l'abbaye de Vauluisant.
L'édifice est classé au titre des monuments historiques en 1918.